# District de Tonnerre
Le district de Tonnerre est une ancienne division territoriale française du département de l'Yonne de 1790 à 1795.
Il est composé des cantons de Tonnerre, Ancy le Franc, Crusy, Epineuil, Gerard, Noyers, Ravierres, Tanlay, Vézinnes et Yrouerre.